# Lijst van premiers van Pakistan
Hieronder staat een lijst van premiers van Pakistan.

## Premiers van Pakistan (1947-heden)
| Premier | Premier                               | Ambtstermijn                                    | Partij                                      |
| ------- | ------------------------------------- | ----------------------------------------------- | ------------------------------------------- |
|         | Liaquat Ali Khan (1896-1951)          | 14 augustus 1947 - 16 oktober 1951              | Muslim League                               |
|         | Khawaja Nazimuddin (1894-1964)        | 17 oktober 1951 - 17 april 1953                 | Muslim League                               |
|         | Muhammad Ali Bogra (1909-1963)        | 17 april 1953 - 12 augustus 1955                | Muslim League                               |
|         | Chaudhry Muhammad Ali                 | 12 augustus 1955 - 12 september 1956            | Muslim League                               |
|         | Huseyn Shaheed Suhrawardy (1892-1963) | 12 September 1956 - 17 oktober 1957             | Awami League                                |
|         | Ibrahim Ismail Chundrigar (1897-1960) | 17 oktober 1957 - 16 december 1957              | Muslim League                               |
|         | Feroz Khan Noon                       | 16 december 1957 - 7 oktober 1958               | Republican Party                            |
|         | Mohammed Ayub Khan (1907-1974)        | 7 oktober 1958 - 28 oktober 1958                | Militair bewind                             |
|         | geen                                  | 28 oktober 1958 - 7 december 1971               | Geen premier als gevolg van de noodtoestand |
|         | Nurul Amin (1893-1974)                | 7 december 1971 - 20 december 1971              | Muslim League                               |
|         | geen                                  | 20 december 1971 - 14 augustus 1973             | Geen premier als gevolg van de noodtoestand |
|         | Zulfikar Ali Bhutto (1928-1979)       | 14 augustus 1973 - 5 juli 1977                  | Pakistan Peoples Party                      |
|         | geen                                  | 5 juli 1977 - 24 maart 1985                     | Geen premier als gevolg van de noodtoestand |
|         | Muhammad Khan Junejo                  | 24 maart 1985 - 29 mei 1988                     | Pakistan Muslim League                      |
|         | Benazir Bhutto (1953-2007)            | 2 december 1988 - 6 augustus 1990               | Pakistan Peoples Party                      |
|         | Ghulam Mustafa Jatoi                  | 6 augustus 1990 - 6 november 1990               | Islami Jamhoori Ittehad                     |
|         | Nawaz Sharif (1949)                   | 6 november 1990 - 18 April 1993                 | Islami Jamhoori Ittehad                     |
|         | Balakh Sher Mazari                    | 18 april 1993 - 26 mei 1993                     | Overgangsregering                           |
|         | Nawaz Sharif (1949)                   | 26 mei 1993 - 18 juli 1993                      | Islami Jamhoori Ittehad                     |
|         | Moeenuddin Ahmad Qureshi              | 18 juli 1993 - 19 oktober 1993                  | Overgangsregering                           |
|         | Benazir Bhutto (1953-2007)            | 19 oktober 1993 - 5 november 1996               | Pakistan Peoples Party                      |
|         | Malik Meraj Khalid                    | 5 november 1996 - 17 februari 1997              | Overgangsregering                           |
|         | Nawaz Sharif (1949)                   | 17 februari 1997 - 12 oktober 1999              | Pakistan Muslim League (N)                  |
|         | Pervez Musharraf (1943-2023)          | 12 oktober 1999 - 20 juni 2001/21 november 2002 | Militair bewind/Pakistan Muslim League (Q)  |
|         | Zafarullah Khan Jamali (1944-2020)    | 21 november 2002 - 26 juni 2004                 | Pakistan Muslim League (Q)                  |
|         | Chaudhry Shujaat Hussain (1946)       | 30 juni 2004 - 20 augustus 2004                 | Pakistan Muslim League (Q)                  |
|         | Shaukat Aziz (1949)                   | 20 augustus 2004 - 16 november 2007             | Pakistan Muslim League (Q)                  |
|         | Muhammad Mian Soomro (1950)           | 16 november 2007 - 25 maart 2008                | Overgangsregering                           |
|         | Yousaf Raza Gilani (1952)             | 25 maart 2008 - 19 juni 2012                    | Pakistan Peoples Party                      |
|         | Raja Pervez Ashraf (1950)             | 22 juni 2012 - 25 maart 2013                    | Pakistan Peoples Party                      |
|         | Mir Hazar Khan Khoso (1929-2021)      | 25 maart 2013 - 5 juni 2013                     | Onafhankelijk                               |
|         | Nawaz Sharif (1949)                   | 5 juni 2013 - 28 juli 2017                      | Pakistan Muslim League (Q)                  |
|         | Shahid Khaqan Abbasi (1958)           | 1 augustus 2017 - 31 mei 2018                   | Pakistan Muslim League (Q)                  |
|         | Nasirul Mulk (1950)                   | 1 juni 2018 - 18 augustus 2018                  | Onafhankelijk                               |
|         | Imran Khan (1952)                     | 18 augustus 2018 - 9 april 2022                 | Pakistan Tehreek-e-Insaf                    |
|         | Shehbaz Sharif (1951)                 | 11 april 2022 - 14 augustus 2023                | Pakistan Muslim League (N)                  |
|         | Anwar ul Haq Kakar (1971)             | 14 augustus 2023 - 4 maart 2024                 | Onafhankelijk                               |
|         | Shehbaz Sharif (1951)                 | 4 maart 2024 - heden                            | Pakistan Muslim League (N)                  |